# Sidronio Camacho
El General Sidronio Camacho (apodado El Loco) fue un militar mexicano que participó en la Revolución mexicana. Fue general de las fuerzas zapatistas. Al general Sidronio se le recuerda por ser el general zapatista que dio muerte en las calles de Cuautla al hermano del general Emiliano Zapata, el general Eufemio Zapata. Sidronio alegó que Eufemio había golpeado a su padre. (Diversas fuentes coinciden en que Eufemio era parte de un comando de embriaguez, no así el padre de Sidronio). Cuando Sidronio se enteró encontró a Eufemio en las calles de Cuautla y le disparó en el abdomen. Con la víctima aún viva, lo aventó a un hormiguero. De ahí viene el apodo del Loco Sidronio. Escapó del acto para no encontrar represalias de Emiliano, quien quería venganza por la muerte de su hermano. Uniéndose al movimiento constitucionalista de Venustiano Carranza quien lo ascendió de coronel a general a los 25 años de edad. Fue enviado a proteger San Francisco Atizapán de las fuerzas zapatistas, reemplazando al coronel Rafael Huanaco Méndez. Camacho ordenó la retirada a Xochimilco de sus tropas al desatarse una epidemia de la gripe en el pueblo en el año de 1917.